# كانون 100 دي

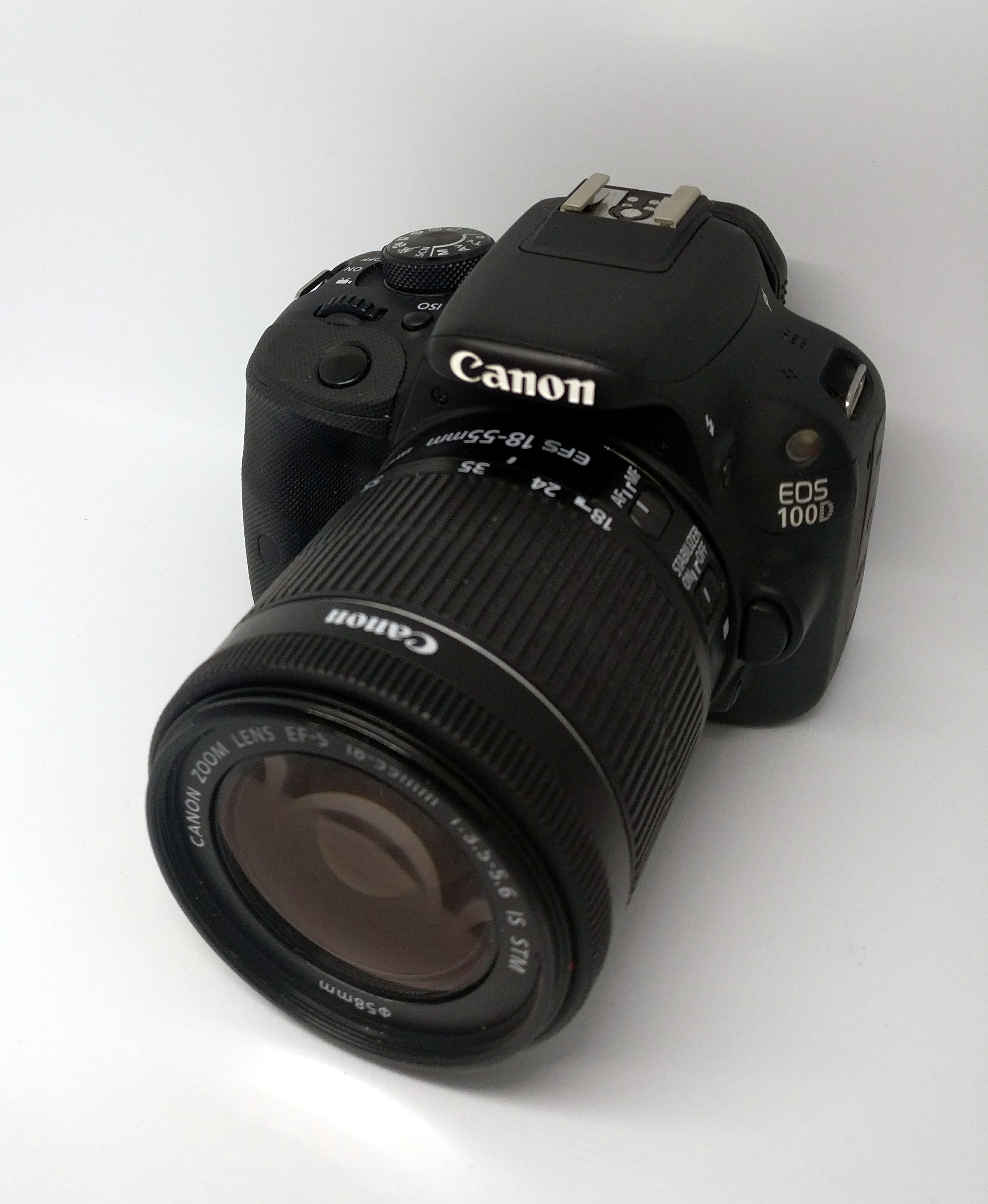
كانون 100 دي

كانون 100 دي هي أصغر كاميرة احترافية في العالم من صنع الشركة اليابانية كانون. تتميز بجسمها الصغير والخفيف مقارنة بالأنواع الأخرى وتضم كل مميزات كانون 700 دي.
وطرحت كانون هذه الكاميرا الجديدة لحاجة السوق لكاميرات بمميزات أكبر في جسم أصغر لمنافسة الهواتف النقالة التي بدأت تضم كامرات احترافية مدمجة.

## المواصفات الفنية
- أصغر من كاميرات دي اس ال ار وأخف 400g/14oz.
- ميجا بكسل 18MP أحساس APS-C sensor مع 14-bit DIGIC 5
- نظام التركيز التلقائي المعدل CMOS AF II’ system مع 80% تغطية للفريم
- تركيز متواصل في الفيديو ومتتابع للحركة
- آيزو 100-12800 (متوسع حتى ISO 25600)
- 4 لقطات متتابعة
- 1080p30 لتسجيل الفيديو، أحادية المايكرفون (ستريو input jack)
- 3-إنش لشاشة العرض (مثل فئة EOS M)
- 9 نقاط تركيز تلقائي (central sensor is cross-type)
- الفلاتر الإبداعية image-processing controls, previewed live on-screen
- متوافقة مع عدسات EF و EF-S